# Déhydroacétate de sodium
Le déhydroacétate de sodium est un dihydropryrane de formule Na(CH3C5HO(O2)(CH3)CO). C'est le sel de sodium de l'acide déhydroacétique. 

## Synthèse
Il est synthétisé en faisant réagir de l'acétoacétate d'éthyle avec du bicarbonate de sodium.

## Utilisation
C'est un conservateur alimentaire utilisé pour ses propriétés fongicides et bactéricides. 
Il porte le numéro E266 mais n'est toutefois pas listé au codex Alimentarius et interdit au sein de l'UE.